# Jonga
João Evangelista de Souza, popularmente chamado de Jonga (1923 — 2008) foi um empresário baiano no ramo de transporte coletivo e fundador do Grupo Evangelista.
Foi agraciado com a medalha do mérito na categoria empresário em 1999 pela Associação Nacional das Empresas de Transporte Urbanos (NTU).

## Biografia
Nascido na cidade de Cícero Dantas, interior da Bahia, João Evangelista de Souza mudou-se para a cidade de Salvador no ano de 1944 com seus dois caminhões para exercer a profissão de caminhoneiro. Em 1956, por sugestão de sua esposa, resolve adaptar carrocerias de madeiras dos seus caminhões para transformá-los em ônibus., surgindo assim, com apenas dois ônibus, sendo um deles dirigido pelo próprio Jonga, a Viação Nordestina, com a linha Uruguai x Praça Cairu
Em 1965 vai morar no Rio de Janeiro com toda sua família, neste período, a Viação Nordestina já renomeada para Transporte Urbanos Salvador Ltda, contava com uma frota de 58 ônibus.
No ano de 1968., Jonga vive um período de grandes dificuldades, quando vende a Transporte Urbanos Salvador Ltda para um grupo de empresários portugueses que dilapidam toda a empresa sem honrar com os pagamentos, fazendo com que Jonga e sua família voltasse a morar em Salvador em um apartamento alugado
Em 1969 Jonga é convidado a participar da administração da Empresa de Transportes Boassu e resolve mudar-se novamente para o Rio de Janeiro com toda a sua família, permanece até 1971 quando cria a Empresa de Transportes Joevanza S/A (primeira empresa do Grupo Evangelista), nome cuja sigla aproveita os trechos "Jo", de João, "Evan", de Evangelista, mas assimila a parte final da palavra Souza, "Za".
Vende sua parte na Boassu em 1981 e passa a se dedicar somente à empresa baiana.

## Grupo Evangelista
O Grupo Evangelista hoje é formado por 5 empresas de transporte coletivo que atuam em Salvador, 3 empresas de transporte coletivo intermunicipal e 1 concessionária de veículos na cidade de Alagoinhas, conta com mais de 1000 ônibus e 5100 funcionários.

### Histórico de Fundação das Empresas
- 1971: Funda a Empresa de Transportes Joevanza Ltda com ajuda de um grande amigo: Ariston Correia de Andrade.[4]
- 1987: Funda a Boa Viagem Transportes Ltda, após a aquisição da Auto Expresso Ypiranga, atualmente com mais de 120 ônibus.[4]
- 1991: Adquire a Alavel, concessionária de veículos.[4]
- 1992: Funda a Empresa e Transportes União Ltda, atualmente com mais de 200 ônibus.[4]
- 1994: Funda a Axé Transportes Urbanos Ltda, atualmente com mais de 130 ônibus.[4]
- 1996: Funda a Praia Grande Transportes Ltda, atualmente a maior empresa do grupo com mais de 230 ônibus.[4]
- 1998: Funda a Viação Litoral Norte e a Empresa de Transportes Costa Verde.[4]
- 2003: Adquire a Viação Cidade Industrial.[4]

## Ligações Externas
- Seteps: Sindicato da Empresas de transporte de Passageiros de Salvador
- Joevanza